# Galvanik (Presswerk)
Galvanik ist ein Verfahren, das in der Produktion von CDs eingesetzt wird. Durch Galvanisierung wird in mehreren Schritten das für die Vervielfältigung einer CD benötigte Produktionswerkzeug, der Stamper, hergestellt. Dafür wird mittels Galvanisierung zunächst eine dünne Metallschicht auf das Glasmaster aufgebracht und anschließend abgelöst, wodurch die „Vater-Matrize“ entsteht. Jetzt wird im galvanischen Verfahren ein Abdruck der „Vater-Matrize“ erzeugt – die „Mutter-Matrize“. Diese wird wiederum verwendet, um in einem weiteren galvanischen Verfahren die endgültigen Abdrücke, die „Söhne“, oder auch Stamper genannt, herzustellen. Bevor diese zur Pressung der CDs in der Spritzgussmaschine zum Einsatz kommen, werden sie einer eingehenden Prüfung unterzogen. Die werkspezifischen Stamper werden eingelagert und können für Folge-Pressungen verwendet werden, bis auch diese nach etwa fünf oder mehr Jahren aufgrund des Verfalls nicht mehr verwendet werden können.